# 1995 Гаєк
1995 Гаєк (1995 Hajek) — астероїд головного поясу, відкритий 26 жовтня 1971 року чехословацьким астрономом Любошем Когоутеком. Названо на честь чеського астронома Тадеаша Гаєка (Tadeáš Hájek).
Тіссеранів параметр щодо Юпітера — 3,424.